# هوانارکانته
هوانارکانته (به اسپانیایی: Huarancante) یک کوه در پرو است که در پرو واقع شده‌است. هوانارکانته ۵٬۴۲۶ متر بالاتر از سطح دریا واقع شده‌است.